# Усть-Ургал
Усть-Урга́л (рос. Усть-Ургал) — село у складі Верхньобуреїнського району Хабаровського краю, Росія. Адміністративний центр та єдиний населений пункт Усть-Ургальського сільського поселення.

## Населення
Населення — 202 особи (2010; 276 у 2002).
Національний склад (станом на 2002 рік):
- росіяни — 79 %